# 孟冬梅
孟冬梅（1970年1月—），女，汉族，中华人民共和国政治人物。现任天津市河西区人民政府副区长，民进天津市委副主委。第十四届全国政协委员。